# 肖托夸學院
肖托夸學院 (Chautauqua Institution，/ʃəˈtɔːkwə/ shə-TAW-kwə)是一座501(c)(3) 非營利教育中心和成人與青少年避暑勝地，位於紐約州肖托夸占地2,070英畝（8.4平方），位在紐約州西南部的詹姆斯敦西北17英里（27）處 。學院成立於1874年，是19世紀末和20世紀初在美國流行的肖托夸運動的發源地並提供了動力。肖托夸學院歷史區被列入國家史蹟名錄，並進一步被指定為美國國家歷史名勝。

## 外部連結
- 官方网站
- Chautauqua: An American Narrative, 2011 PBS documentary on the institution （页面存档备份，存于）
- 肖托夸學院的作品  - 古騰堡計劃
- Chautauqua Institute Collection Finding Aid at the St. Louis Public Library （页面存档备份，存于）